# 寒川進
寒川進（かんがわ　すすむ、1968年9月26日（56歳） - ）は、日本の車いす陸上競技選手。パラリンピックに出場したトラック&フィールドの選手で、カテゴリT53スプリントの競技を中心に競走した。京都市西京区在住。オムロン京都太陽所属。

## 経歴
京都府京丹後市出身。京都府立網野高等学校卒業。1987年に三菱自動車工業に入社し、自動車部品の検査業務を担当。1989年、20歳のときにバイク事故で脊髄損傷し、車椅子生活になる。入院中に車いすバスケットボールを始め、その後車いす陸上競技に転向。アテネパラリンピックに、100メートル、200メートル、400メートルと800メートルで出場し、日本の1600メートルリレー走のチームの一員として銅メダルを獲得した。 その後、 北京での2008年北京パラリンピックで再び400m、800m、4×400mのリレーに出場したが、メダルを獲得できなかった  。全国車いす駅伝競走大会、京都車いすマラソン競技大会にも長年出場している。
会社合併にあたって2003年4月にジヤトコに移って京都市内の工場に勤務していたが、会社側が研修施設の車いす非対応を理由に、三菱自動車工業時代は受験可能だった昇任研修や検定が一切受けられなくなったため、2010年に労働差別として裁判を起こした。

## 参照資料
1. ↑  profile on paralympic.org